# جاروی رومبا

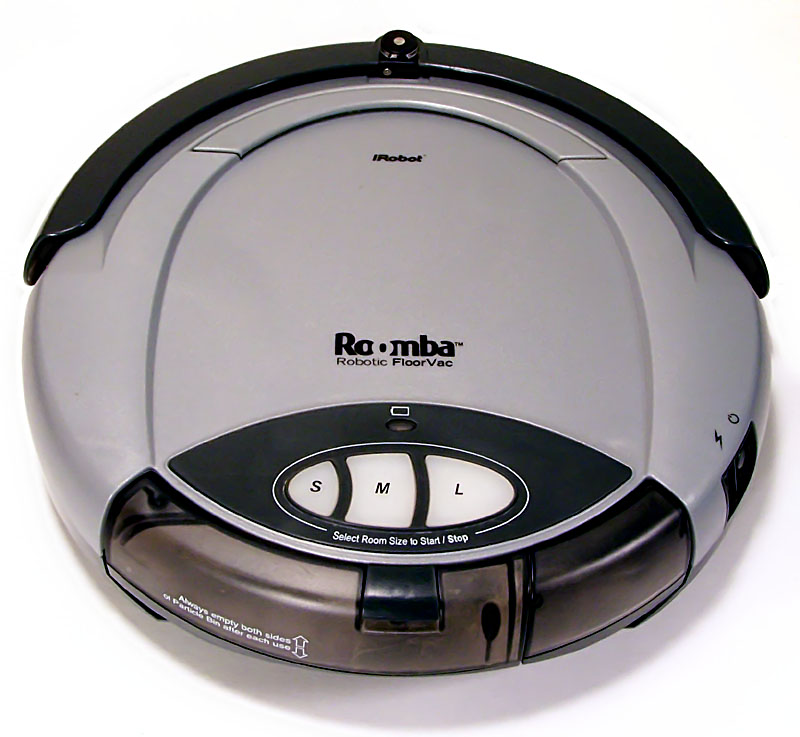
نمایی از جاروی رومبا که در سال ۲۰۰۲ رونمایی شد

جاروی رومبا (به انگلیسی: Roomba) یک سری جاروبرقی‌های رباتیک هوش مصنوعی هستند که توسط کارخانه «آی‌روبات» به فروش می‌رسد. رومباها که در سپتامبر ۲۰۰۲ رونمایی شدند، دارای مجموعه‌ای از سنسورها هستند که آن‌ها را قادر می‌سازد تا روی کف خانه‌ها حرکت کنند و فرایند پاکسازی را انجام دهند. به عنوان مثال، حسگرهای رومباها می‌توانند وجود موانع را تشخیص دهند، نقاط کثیف کف را پیدا کرده و بخش‌های شیب‌دار را حس کنند تا از پله‌ها پایین نیفتند.
رومباها دارای طیف وسیعی از مدل‌ها هستند که چندین ویژگی مختلف را ارائه می‌دهند، از جمله برس‌های بدون پیچ و تاب، قوطی جارو جداگانه، مکش قوی، مدل عبور از موانع، و مدل پیشرفته با کنترل از طریق گوشی‌های هوشمند. با این وجود، برخی از مدلهای رومباها بین مدلهای مرتبط قابل تعویض هستند، به شما امکان ترکیبی از ویژگی‌ها را می‌دهند یا برای کار باتری بیشتر به واحدهای دیگر تعویض می‌شوند. مدل‌های جدید پیشرفته همچنین از یک دوربین برخوردار هستند که همراه با نرم‌افزار نقشه‌برداری و ناوبری پردازنده برای پوشش منظم تمام سطح کف، حرکت از اتاق به اتاق دیگر و یافتن پایه‌های شارژ مجدد و چراغ‌های راهنما کار می‌کند.
علاوه بر این، برخی از مدل‌ها امکان شخصی‌سازی از طریق برنامه‌نویسی رایانه‌ای را هم دارند.